# Lepanthes tracheia
Lepanthes tracheia är en orkidéart som beskrevs av Heinrich Gustav Reichenbach. Lepanthes tracheia ingår i släktet Lepanthes och familjen orkidéer. Inga underarter finns listade i Catalogue of Life.